# Södra Fjärdsgrund
Södra Fjärdsgrund med Norra Fjärdsgrund är en ö i Finland. Den ligger i Norra kvarken och i kommunen Korsholm i den ekonomiska regionen  Vasa i landskapet Österbotten, i den västra delen av landet. Ön ligger omkring 24 kilometer nordväst om Vasa och omkring 390 kilometer nordväst om Helsingfors.
Öns area är 28,4 hektar och dess största längd är 1,6 kilometer i sydöst-nordvästlig riktning.

## Sammansmälta delöar
- Södra Fjärdsgrund 63°16′48″N 21°20′31″Ö / 63.27994°N 21.34192°Ö
- Norra Fjärdsgrund 63°17′06″N 21°19′37″Ö / 63.28513°N 21.32705°Ö